# Нижняя (Вологодская область)
Нижняя — деревня в Вожегодском районе Вологодской области.
Входит в состав Бекетовского сельского поселения, с точки зрения административно-территориального деления — в Бекетовский сельсовет.
Расстояние по автодороге до районного центра Вожеги — 62 км, до центра муниципального образования Бекетовской — 10 км. Ближайшие населённые пункты — Ануфриевская, Ручьевская, Пильево.
По переписи 2002 года население — 69 человек (30 мужчин, 39 женщин). Всё население — русские .